# 프리드리히 슐라이어마허
프리드리히 다니엘 에른스트 슐라이어마허(독일어: Friedrich Daniel Ernst Schleiermacher, 1768년 11월 21일~1834년 2월 12일) 또는 슐라이에르마허는 독일의 개신교 신학자, 철학자이다. 그는 계몽주의, 경건주의, 그리고 낭만주의의 영향을 통해 현대 자유주의 신학을 탄생시켜 그를 자유주의 신학의 아버지라고 부른다. 그는 또한 보편 해석학 발전에 큰 영향을 끼쳤다.
개신교 정통주의에서 주장한 성서영감설에 따른 성경 본문의 의도를 파악하는 신학이 아니라 신앙을 받아들이는 인간의 경험을 바탕으로 직관과 감정을 근거한 신학 방법론을 구축하였다. 그의 신학 접근법과 방법론이 현대 기독교 사상에 끼친 그의 깊은 영향력 때문에, 그를 "자유주의 신학의 아버지"로 보기도 하며, 또한 개신교 신학을 슐라이어마허 이전과 이후로 구분하며, 17세기 개신교 정통주의를 탈피한 현대 신학의 문을 열었다. 칼 바르트로 대표되는 20세기의 신정통주의 운동은, 그의 영향력을 넘어서기 위한 여러 방식의 시도 중 하나이었다.

## 생애
실레시아에 있는 브레슬라우에서, 개혁교회(The Reformed Church, 칼뱅주의 개신교)에 소속된 프로이센 군목인 고틀리프 슐라이어마허의 아들로 태어났다. 할레 근처의 바르비와 상루사티아 북부의 니스키에 있는, 모라비아 학교에서 교육 받았다. 그러나 경건주의성격의 모라비아 신학은 날로 늘어만가는 그의 회의를 해소시키지 못했고, 그의 아버지는 마지못해서 그에게 할레 대학교에 들어가는 것을 허락해주었다. 당시 할레 대학교는 이미 경건주의를 포기했고, 프리드리히 아우구스트 볼프(Friedrich August Wolf)와 요한 잘로모 젬러(Johann Salomo Semler)의 이성적인 정신을 채택하였다.
신학생으로서 슐라이어마허는 교과과정과는 별도로 나름의 책읽기에 전념했으며 구약성서와 중동 지역의 언어에 대한 공부를 무시했었다. 그러나 제믈러의 강의에 참석하면서 신약성서에 대한 역사비평을 공부하게 되었고, 요한 아우구스투스 에버하르트의 강의를 통해서 플라톤과 아리스토텔레스의 철학에 깊은 관심을 갖게 되었다.
1796년 독일 루터교 목사가 되어 베를린으로 옮겨 갔으며, 그곳에서 철학자 슐레겔 등 낭만파 학자와 문학가들의 영향을 받았다. 그는 《종교론》에서 종교의 본질은 행위도 이성도 아닌 감정이라고 주장하였다. 나폴레옹 전쟁 당시 독일 민족 정신을 불러일으키는 설교로 루터 이후 최대의 설교자로 알려졌다. 베를린 대학교 설립에 참여했으며, 베를린대학교 신학교수를 역임하기도 했다.

## 종교 체계
슐라이어마허는 근대신학의 아버지로 불린다. 무엇보다도 주목해야 할 작품은 《종교론》(1799년, 기독교 변증서)과 《신앙론》(1821/22; 2판: 1830/31)이다. 우선 그의 《종교론》에서 근대신학이 정초해 놓은 새로운 방향정위를 살펴볼 수 있다. 20세기의 새로운 신학적 사상들은 슐라이어마허와 비판 대화를 시도했으며, 이를 극복하고자 노력했다. 그러나 오늘날 슐라이어마허의 신학은 새로운 활력을 얻고 있다.
슐라이어마허의 신학적 중요성을 다음과 같이 요약 할 수 있다.
- 슐라이어마허는 인간을 “주체”로 생각한 최초의 신학자이다. 여기서 주체(subjectum)은 모든 것을 지탱하는 근원을 뜻한다. '주체'로서의 인간은 모든 삶과 사유의 중심이면서, 모든 것은 바로 그 자신에 의해 이끌어져야 한다. 따라서 주체로서 인간에게 종교란 외부의 어떤 힘에 굴복하거나 순복하는 것이 아니어야 한다. 이 점에서 슐라이어마허의 종교는 교리를 중요시하는 정통주의와 결별한다. 이로써 그는 19세기 자유주의 신학의 아버지가 된다.

- 슐라이어마허는 당시의 철학적 사상을 수용한다. 스피노자의 범신론적 사유를 요약하는 '자연과 함께 하는 하나님'(deus sive natura, 데우스 시베 나투라, god or nature)를 그는 긍정적으로 받아들인다. 따라서 그는 ‘신’에 대해 말하기보다는 ‘우주’에 대해 말한다. 또한 그는 ‘세계정신’, ‘인간성’, ‘역사발전’과 같은 당시의 정신사의 보편 기반을 확보하고 있던 개념들을 수용한다.

- 그러나 슐라이어마허는 단지 시대의 아들만은 아니었다. 그는 당시의 개념들과 정신사 작업들을 수용하면서도 그들이 무엇을 오해하고 있는지 날카롭게 지적하고 있다. 이로써 슐라이어마허에게서 시작되는 근대신학은 근대정신을 수용, 비판하는 신학이다.

- 슐라이어마허는 종교를 인간의 종교 체험과 감정으로 생각하였으며, 기독교의 전통 교리와 신앙고백(Creeds)를 절대시하지 않았다. 신학보다 인간의 종교 체험과 감정을 더 우선시한 슐라이어마허의 신학은 근대 자유주의 신학의 주요 특징중 하나이기도 하다.

## 해석학
근대에 ‘보편적 해석학’이 정립되는 과정에서 단연 중심인물로 거론되는 사람이 슐라이어마허이다. 해석학의 역사에서 특히 슐라이어마허의 보편 해석학에 주목하는 이유는 이전의 신학적 해석학이나 문헌학적 해석학과 같은 해석학의 좁은 시야에서 벗어나 좀 더 보편적인 지반에서 해석과 이해의 문제를 볼 수 있게 되었기 때문이다. 근대 이전 필론, 오리게네스, 아우구스티누스, 루터에 이르기까지 성서 해석학의 방법으로 널리 활용되었던 비유적인 해석 방식에 슐라이어마허는 회의를 품게 되었다. 비유적 해석은 텍스트의 본래적 의미 이외에 비본래적 의미를 받아들이는 한계를 노정하고 있는 것이다. 만인을 위해 쓰인 성서를 더 이상 신앙과 은총이 아니라 문법적이고 심리적으로 해석할 필요성을 절감한 슐라이어마허는 이전의 전통과 동시대인들과의 활발한 지적 교류를 통하여 해석학과 비판의 체계를 수립하게 된다.
빌헬름 딜타이는 슐라이어마허의 해석학을 연구하여 다음과 같이 적었다. 슐라이어마허에 의하면 해석은 하나의 구성 과정이다. 구성은 규칙(Regeln)을 잘 적용하는 것일 뿐만 아니라 해석자의 재능(Talent)에도 상당 부분 의존하고 있다. 해석에서 가장 기초가 되는 것은 바로 문법적 해석이다. 이것은 저자의 언어 영역권 안에서 텍스트를 이해해야 한다는 것과 단어의 의미는 전체적인 문맥(Kontext)으로부터 이해되어야 한다는 전제를 배후에 깔고 있다. 텍스트의 해석에서 저자의 의도를 파악하는 일이 또한 중요하다. 심리적 해석은 저자의 기본 생각과 본래 의도에 비추어 텍스트를 살펴보아야 한다는 요청이다. 저자에게서 우리는 자아, 품위, 자율, 자유, 자발성과 같은 심리적인 근원을 발견할 수 있다. 해석자의 예감(Divination)은 해석자의 근원을 추적하기 위한 방법으로 저자의 심리적 상태 파악은 물론 저자의 전체적 저술에 비추어 하나의 작품을 통찰함으로써 이해를 촉진시킬 수 있다. 슐라이어마허의 ‘저자가 자기 스스로를 이해한 것보다 훨씬 더 잘 이해해야 한다’는 주장은 이러한 근거에서 나온 것으로 볼 수 있다.

## 관련 자료
- 최신한 (2009). 《지평 확대의 철학》. 한길사.
- 프리드리히 슐라이어마허 (2006). 최신한 역, 편집. 《기독교신앙》. 한길사.
- 슐라이어마허 (2002). 《종교론》. 번역 최신한. 대한기독교서회.

- M. Redeker (1985).  주재용 역, 편집. 《슐라이에르마허의 생애와 사상》. 대한기독교출판사.
- 목창균 (1991). 《슐라이에르마허의 신학사상》. 한국신학연구소.
- 토니 레인.  박도웅·양정호 옮김, 편집. 《기독교인물사상사전(The Christianity Throughts)》. 홍성사.
- 지만지 고전선집, "해석학의 탄생", 빌헬름 딜타이[깨진 링크(과거 내용 찾기)]

## 같이 보기
- 해석학 (철학)
- 빌헬름 딜타이